# 這個總統真太濫
是一部1998年的美國政治電影，由米克·尼高斯執導。內容改編自影射小說《Primary Colors: A Novel of Politics》，影射1992年比爾·克林頓總統競選，最初以匿名出版，但在1996年被披露作者是記者Joe Klein，他為《新聞週刊》報道克林頓的競選。主演有尊·特拉華特、愛瑪·湯遜、比利·卜·科頓、嘉菲·比絲、毛拉·蒂爾尼、Larry Hagman和艾哲倫·雷斯特。
比絲憑她的演出被提名奧斯卡最佳女配角，而伊萊恩·梅則被提名奧斯卡最佳改編劇本

## 演員
- 尊·特拉華達 飾演 阿肯色州州長Jack Stanton
- 愛瑪·湯遜 飾演 阿肯色州第一夫人Susan Stanton
- 比利·卜·科頓 飾演 Richard Jemmons
- 嘉菲·比絲 飾演 Libby Holden
- Larry Hagman（英语：Larry Hagman） 飾演 州長Fred Picker
- 艾哲倫·雷斯特 飾演 Henry Burton
- Stacy Edwards（英语：Stacy Edwards） 飾演 Jennifer Rogers
- 毛拉·蒂爾尼（英语：Maura Tierney） 飾演 Daisy Green
- 黛安·拉德 飾演 Mamma Stanton
- 保羅·蓋佛爾 飾演 Howard Ferguson
- 凱文·庫尼（英语：Kevin Cooney） 飾演 參議員Lawrence Harris
- 雷貝嘉·沃克（英语：Rebecca Walker） 飾演 March Cunningham
- 卡羅琳·亞倫（英语：Caroline Aaron） 飾演 Lucille Kaufman
- 托米·賀尼斯（英语：Tommy Hollis） 飾演 William "Fat Willie" McCullison
- Rob Reiner 飾演 Izzy Rosenblatt
- 班·瓊斯（英语：Ben Jones (American actor and politician)） 飾演 Arlen Sporken
- J·C·奎因（英语：J. C. Quinn） 飾演 Uncle Charlie
- 艾莉森·珍妮 飾演 Miss Walsh
- 羅伯特·克萊因（英语：Robert Klein） 飾演 Norman Asher
- 米凱帝·威廉森 飾演 Dewayne Smith
- Robert Easton（英语：Robert Easton (actor)） 飾演 Dr. Beauregard
- Geraldo Rivera（英语：Geraldo Rivera） 飾演 本人
- 查理·羅斯 飾演 本人
- 拉里·金 飾演 本人
- 標·馬艾 飾演 本人
- Sophia Choi（英语：Sophia Choi） 飾演 本人
- Chelcie Ross（英语：Chelcie Ross） 飾演 Charlie Martin
- 托尼·夏爾赫布 飾演 Eddie Reyes
- 約翰·巴爾加斯（英语：John Vargas） 飾演 Lorenzo Delgado
- 吉兒·卡荻絲（英语：Gia Carides） 飾演 Cashmere McLeod

## 製作
繼1996年出版這本著作後，導演米克·尼高斯為電影版權支付了超過100萬美元。本片由伊萊恩·梅寫劇本，他與尼高斯1950年代和1960年代合作過喜劇雙人表演。
在康城影展上，湯遜說她的演出沒有基於希拉莉·克林頓，而特拉華達說他是基於幾個總統，但主要是比爾·克林頓。
尼高斯因從電影最終版本中剪走了一個不同種族之間的愛情場面而被批評。他回應已經刪除了這個場面是因為試映觀眾的負面反應。
本片也引起了爭議，因為它描述了一個類似克林頓的角色，而當時本片的上映也接近萊溫斯基醜聞事件。

## 外部連結
- 互联网电影数据库（IMDb）上《這個總統真太濫》的资料（英文）
- AllMovie上《這個總統真太濫》的资料（英文）
- TCM电影资料库上《這個總統真太濫》的资料（英文）